# Wanted (film, 1999)
Pour les articles homonymes, voir Wanted.
Pour plus de détails, voir Fiche technique et Distribution.
Wanted est un film autrichien réalisé par Harald Sicheritz sorti en 1999.

## Synopsis
Le chirurgien Thomas Reiter fuit après la mort d'un jeune patient, dont il se sent coupable, dans un monde imaginaire où tout est possible. Il est un cow-boy dans le Far West, où il y a des limites claires entre le bien et le mal et la vie n'est pas complexe. Il cavale en hors-la-loi à travers la prairie, sauve les femmes de leurs maris brutaux, braque les banques et se laisse aller.
Ses parents sont inquiets pour lui et sa carrière. Ils demandent à Hermann, l'ancien ami d'enfance de Thomas, de les aider. Hermann, devenu un prêtre pas si heureux de sa situation, n'a jamais pardonné le coup qu'il a reçu de Thomas par erreur à l'école. Puis ils vont voir le médecin qui a demandé l'internement dans un hôpital psychiatrique. Il n'est pas le seul à avoir des problèmes. En plus des internés ordinaires dont les maladies vont de la psychose maniaco-dépressive à l'autisme, voire le dédoublement de personnalité, le psychologue montre des symptômes de perte de mémoire et une obsession prononcée. Thomas explique à Hermann pourquoi il se sent libre et vivant dans le monde fantastique. Hermann ne comprend pas ces "illusions", préférant plutôt être rationnel et accepter que des accidents se produisent.
Thomas est, contre son gré, licencié par un conseil d'administration de l'hôpital sadique qui expose la liaison avec une jeune femme, secret de Polichinelle dans les couloirs. Cependant il ne fait pas face à la réalité et retourne un peu plus tard à l'hôpital. Après plusieurs excursions de Hermann et Thomas dans le Far West, le prêtre tiraillé entre l'abstinence sexuelle et sa charge religieuse penche de plus en plus vers l'imaginaire. Le jour où il doit célébrer la confirmation, il se dirige stoïquement dans la chambre de son presbytère et se suicide.
Thomas en prend connaissance et quitte l'établissement. Un infirmier l'accompagne à la porte. Quand il regarde autour de lui, il voit Thomas et le corps apparemment sans vie de Hermann sur deux chevaux au loin. Il envoie un chasseur de primes dans une mauvaise direction, reste debout souriant et ferme les yeux. Dans l'imaginaire de Thomas, Hermann se réveille et cavale avec lui dans le coucher du soleil.

## Fiche technique
- Titre original : Wanted
- Réalisation : Harald Sicheritz assisté de Claudia Jüptner
- Scénario : Alfred Dorfer
- Musique : Peter Herrmann, Lothar Scherpe
- Direction artistique : Georg Resetschnig
- Costumes : Ulrike Fessler
- Photographie : Helmut Pirnat (de)
- Son : Alexandra Gruber
- Montage : Ingrid Koller (de)
- Production : Kurt J. Mrkwicka
- Société de production : MR Filmproduktion
- Pays d'origine :  Autriche
- Langue : allemand autrichien
- Format : Couleur - 1,85:1 - Dolby Digital - 35 mm
- Genre : Comédie dramatique
- Durée : 86 minutes
- Date de sortie :
  - Autriche : 8 octobre 1999.

## Distribution
- Alfred Dorfer : Thomas/le Cowboy
- Michael Niavarani (de) : Hermann
- Karl Markovics : le psychiatre/le joueur de piano
- Franz Buchrieser (de) : le père de Thomas
- Bibiana Zeller : la mère de Thomas
- Karl Ferdinand Kratzl (de) : le poète
- Roland Düringer : Müller
- Simon Schwarz : l'infirmier/le gérant du saloon
- Eva Billisich : Mme Martens
- Silvia Fenz (de) : la vieille dame
- Elke Winkens : L'infirmière chef
- Maria Hofstätter : la bonne du prêtre
- Mercedes Echerer : Sylvia
- Karl Künstler : Wallner
- Reinhard Nowak : l'employé de banque
- Beatrice Frey : Lady
- Gerald Votava (de) : Le marchand de vêtements
- Arzu Ermen (de) : Juanita
- Wolfgang Böck : Sam
- Erwin Steinhauer : Le membre du conseil d'administration de l'hôpital
- John Phillip Law : Le chasseur de primes

## Source de la traduction
- (de) Cet article est partiellement ou en totalité issu de l’article de Wikipédia en allemand intitulé « Wanted (1999) » (voir la liste des auteurs).